# Tomaso Antonio Vitali

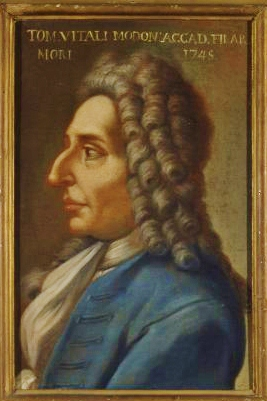
Tomaso Antonio Vitali

Tomaso Antonio Vitali (7 maart 1663, Bologna – 9 mei 1745, Modena) was een Italiaans componist en violist. Vandaag de dag wordt zijn naam met name genoemd in verband met een werk dat naar alle waarschijnlijkheid niet door hem zelf is geschreven, de Chaconne in g mineur.
Hij studeerde viool bij Antonio Maria Pacchioni, en speelde in het Este hoforkest van 1675 tot 1742. Hij gaf tevens vioolles, tot zijn leerlingen behoorden Evaristo Felice dall'Abaco en Jean-Baptiste Senaillé.
Hoewel het niet zeker is dat de eerder genoemde chaconne door hem is geschreven, staat wel vast dat Vitali een aantal triosonates schreef, één sonata da camera (kamersonate) en verscheidene vioolsonates.
- Bibsys: 3030624
- Biblioteca Nacional de España: XX928534
- Bibliothèque nationale de France: cb13935745v (data)
- CiNii: DA06784774
- Gemeinsame Normdatei: 124065309
- International Standard Name Identifier: 0000 0001 2283 1591
- Library of Congress Control Number: n81042171
- Nationale Bibliotheek van Letland: 000038385
- MusicBrainz: bcebeb78-84cc-45b3-9d65-942b20704ae5
- Nationale Bibliotheek van Tsjechië: xx0043439
- Nationale Bibliotheek van Israël: 987007269661105171
- Nederlandse Thesaurus van Auteursnamen: 073532223
- Istituto Centrale per il Catalogo Unico: SBLV137583
- LIBRIS: 222043
- SNAC: w6rj558q
- Système universitaire de documentation: 123481856
- Trove: 930522
- Virtual International Authority File: 95213587
- WorldCat: E39PBJjXdWBxj6CTBmHW8pTCQq